# Траян Китанов
Траян Китанов Траяновски (Траянов) е български просветен деец, военен и революционер, деец на Вътрешната македоно-одринска революционна организация.

## Биография
Траян Траянов е роден на 13 февруари 1878 година в положкия град Гостивар, тогава в Османската империя. Завършва българското педагогическо училище в Скопие, където се запознава с Павел Шатев. Към 1900 година е учител в българската прогимназия в Кратово заедно с Тодор Александров. Там Китанов е сред градските ръководители на ВМОРО в Кратовския революционен район. Китанов завежда първоначалното училище в махалата Царина, където местните сърбомани постоянно го клеветят пред османските власти. Арестуван е за революционна дейност и измъчван в продължение на седмици. Въпреки множеството мъчения не издава тайни на Организацията. След това е изпратен в Скопие, за да бъде съден.
По време на Илинденското въстание през лятото на 1903 година участва в битки в Кичевската революционна околия. Убеждава няколко арнаути от района на Гостивар да прехвърлят оръжия от селата Ижище и Ехловец за Крушево.
При избухването на Балканската война в 1912 година е доброволец в Македоно-одринското опълчение, в 3-та рота на 13-а кукушка дружина.
Участва в Първата световна война като поручик в 3-ти пехотен македонски полк. За бойни отличия и заслуги във войната е награден с орден „За храброст“, IV степен.
След войната е принуден да бяга в България, където известно време живее и работи. Прекарва три години от живота си в турски и сръбски затвори. За революционната си дейност е награден с няколко български ордени и е носител на „Илинденска споменица". Умира в родния град Гостивар.